# Hiromu Arakawa
Hiromu Arakawa (jap. 荒川 弘, Arakawa Hiromu; eigentlich 荒川 弘美, Arakawa Hiromi; * 8. Mai 1973 auf Hokkaidō, Japan) ist eine japanische Manga-Zeichnerin, die vor allem durch Fullmetal Alchemist bekannt wurde.

## Biografie
Arakawa wuchs auf einem Bauernhof auf. Sie arbeitete als Assistentin bei Hiroyuki Etō, bevor sie ihre Karriere als professionelle Zeichnerin 1999 mit der Kurzgeschichte Stray Dog startete, für die sie eine Auszeichnung des Manga-Magazins Shōnen Gangan erhielt. Für dieses Magazin, das bei Square Enix publiziert wird, zeichnete Arakawa, die sich selbst als Kuh darstellt und eine Vorliebe für Trash-Filme hat, einige weitere kurze Werke.
2001 begann sie mit der Arbeit an einem ersten längeren Manga, Fullmetal Alchemist. Darin erzählt sie von zwei Brüdern, die auf der Suche nach dem Stein der Weisen sind. Beim Versuch, mit Alchemie ihre verstorbene Mutter wiederzubeleben, hat der eine Bruder einen Arm und ein Bein und der andere seinen ganzen Körper verloren. Fullmetal Alchemist wurde in Japan zu einem riesigen Erfolg. Von 2003 bis 2004 entstand eine 51 Episoden umfassende, sehr populäre Anime-Fernsehserie auf Basis des Mangas, der 2005 ein Kinofilm folgte. Nachdem sich die erste Serie sehr vom Manga unterschied, entstand von 2009 bis 2010 eine neue Fernsehserie mit 64 Folgen, die sich stärker am Manga orientiert. Der Manga, der unter anderem ins Deutsche, Englische, Französische und Polnische übersetzt wird, ist seit Juni 2010 abgeschlossen und umfasst über 5.000 Seiten in 27 Sammelbänden.
Für Fullmetal Alchemist gewann die Zeichnerin 2004 den Shōgakukan-Manga-Preis in der Kategorie Shōnen und 2011 den Seiun-Preis in der Kategorie Bester Comic. Sie wurde zweimal, 2004 und 2011, für den Osamu-Tezuka-Kulturpreis nominiert, wobei sie 2011 den Nachwuchskünstler-Preis gewann.
Arakawa zeichnete während der Veröffentlichung von Fullmetal Alchemist einige weitere Mangas. Ihre Kurzgeschichte Raiden-18 erschien 2005 im Manga-Magazin Sunday Gene-X beim Shogakukan-Verlag und war ihr erstes Werk, das nicht von Square Enix veröffentlicht wurde. Sie war Zeichnerin und Teil der Autorengruppe Huang Jin Zhou des Mangas Hero Tales, der zwischen 2006 und 2010 bei Square Enix erschien und auch als Anime-Fernsehserie umgesetzt wurde.
Im April 2011 startete ihre Manga-Serie Gin no Saji: Silver Spoon im Magazin Shōnen Sunday des Shogakukan-Verlags. Für Gin no Saji wurde Hiromu Arakawa 2012 mit dem 58. Shōgakukan-Manga-Preis in der Kategorie Shōnen und mit dem 5. Manga Taishō ausgezeichnet. Die Serie wurde 2013/2014 als Anime ausgestrahlt und 2019 abgeschlossen.
Im Juli 2013 startete Arakawas Serie The Heroic Legend of Arslan, die die Geschichte einer japanischen Romanreihe aus den 1980er Jahren neu erzählt. Seit Dezember 2021 arbeitet Arakawa außerdem an der Manga-Serie Yomi no Tsugai, die in Gekkan Shōnen Gangan veröffentlicht wird. Diese erscheint als Das Band der Unterwelt auf Deutsch.

## Werke
- Stray Dog (1999)
- Totsugeki Tonari no Enikkusu (突撃となりのエニックス, 2000)
- Shanghai Yōmakikai (上海妖魔鬼怪, 2000)
- Fullmetal Alchemist (鋼の錬金術師, Hagane no Renkinjutsushi, 2001–2010)
- Raiden-18 (2005)
- Sōten no Kōmori (蒼天の蝙蝠, 2006)
- Gemeinsam mit Makoto Inoue: Fullmetal Alchemist: The Ties That Bind (Roman, 2007)
- Hero Tales (獣神演武, Jūshin Enbu, 2006–2010)
- Gin no Saji: Silver Spoon (銀の匙 Silver Spoon, 2011–2019)
- The Heroic Legend of Arslan (アルスラーン戦記, Arusurān Senki, 2013–)
- Das Band der Unterwelt (黄泉のツガイ Yomi no Tsugai, 2021-)